# Fessia vvedenskyi
Fessia vvedenskyi är en sparrisväxtart som först beskrevs av V.K. Pazij, och fick sitt nu gällande namn av Franz Speta. Fessia vvedenskyi ingår i släktet Fessia och familjen sparrisväxter.
Artens utbredningsområde är Tadzjikistan. Inga underarter finns listade i Catalogue of Life.